# Aleksander Michał Billewicz
Aleksander Michał Billewicz herbu Mogiła – horodniczy żmudzki w latach 1674–1704.
W 1674 roku był elektorem Jana III Sobieskiego z Księstwa Żmudzkiego.